# Scuola Grande di San Teodoro
La Scuola Grande di San Teodoro è un'antica confraternita veneziana. La più antica come istituzione ma la più recente tra le sei scuole grandi "storiche", passeranno oltre cento anni prima che un'altra sia elevata al rango di grande.

## Storia

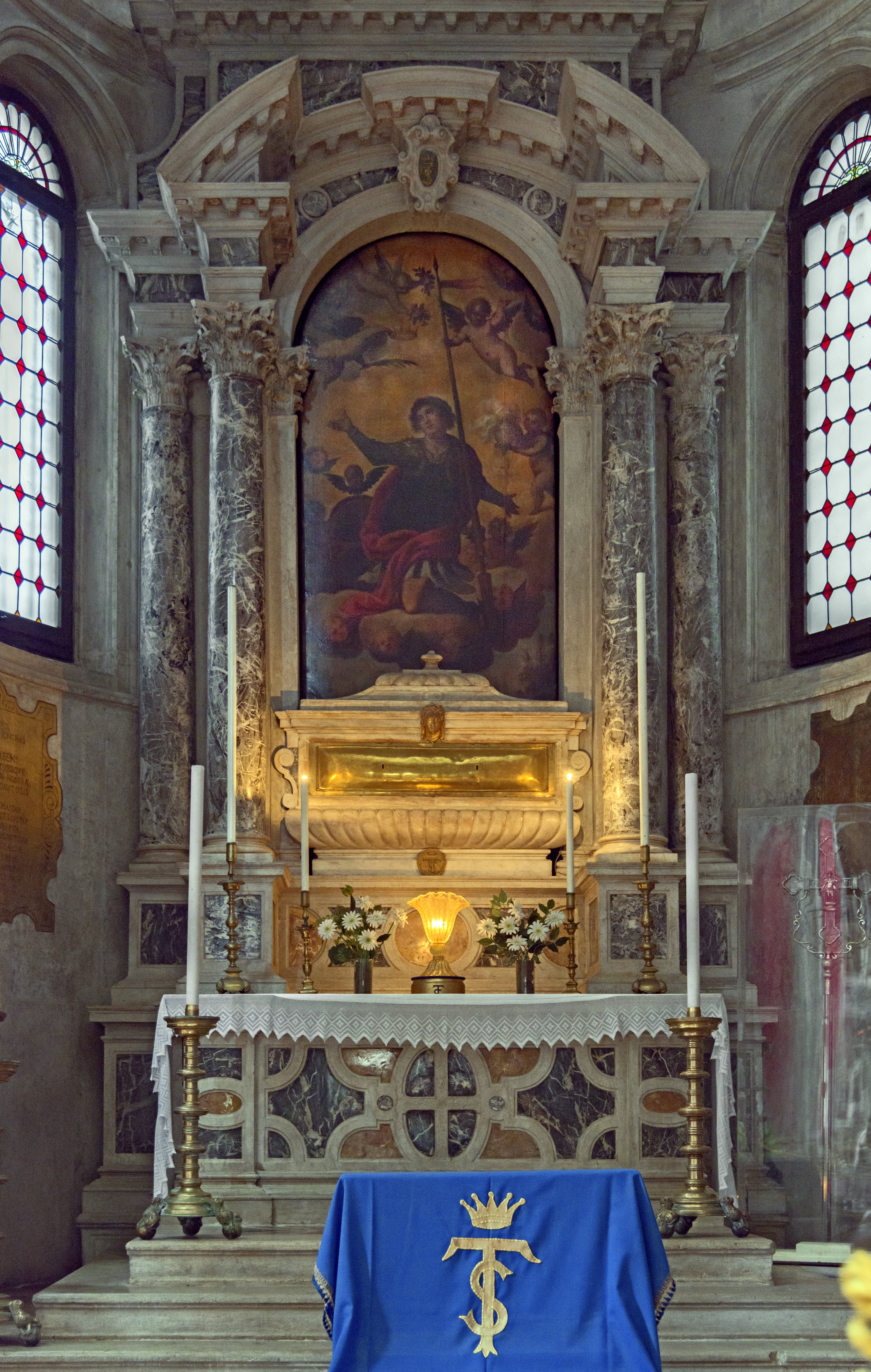
La cappella di San Teodoro nella chiesa di San Salvador. Sul drappo dell'inginocchiatoio la sigla della Scuola Grande di San Teodoro.

Secondo la propria Mariegola, la scuola prende origine da una più antica confraternita dedicata al San Teodoro fondata nell'VIII secolo presso l'omonima cappella dogale che sorgeva sul sito poi della basilica di San Marco, quando il santo era venerato come patrono di Venezia. Un secolo più tardi i veneziani trafugarono ad Alessandria il corpo San Marco e lo adottarono come nuovo patrono, la vecchia confraternita perse così il motivo di esistere.
La effettiva scuola fu istituita nel 1258, prima fra quelle che diverranno Grandi, presso la chiesa di San Salvador allora dei Canonici Agostiniani.
Nel 1261 i resti di san Teodoro giunsero a Venezia da Costantinopoli e furono con solennità deposti in un altare della chiesa. La scuola si impegnò con i padri a tenerlo illuminato ed a provvedere alla decorazione della cappella e nel 1333 finì la volta della cappella L'altare assunse sempre maggiore importanza quando papa Eugenio IV, nel 1434, dispose sette anni di indulgenza a chi vi andasse a pregare. Indulgenza ripetuta da papa Nicolò V per chi vi si recasse nei giorni dedicati al Santissimo Salvatore (6 agosto) e a san Teodoro (9 novembre). Ancor più importanza fu raggiunta quando nel 1450 il Senato veneziano assunse nuovamente san Teodoro quale compatrono della città.
Nel frattempo la Scuola raggiungeva sempre più popolarità per le sue attività caritatevoli. Soprattutto per la distribuzione dei pasti ai poveri nei giorni festivi, pasti che venivano preparati dai confratelli nel locale preso in affitto dai padri e attrezzato allo scopo. Nel 1552 venne elevata a Scuola Grande.
Agli inizi del Cinquecento i Canonici regolari di San Giorgio in Alga, che erano subentrati nella chiesa nel 1441, decisero di ampliarla. Il corpo del santo fu spostato temporaneamente nella sagrestia ma alla fine dei lavori i Canonici rifiutarono di restituire sia la reliquia che l'Albergo. La Scuola dovette ricorrere alla magistatura della Quarantia Eccellentissima Civil Nova per risolvere la questione ed ebbero che riconobbe i loro diritti solo nel 1574. Per evitare ulteriori conflitti la Scuola decise di costruirsi una sede propria ed indipendente dalla chiesa. I lavori diretti da Simone Sorella iniziarono nel 1580 e già finiti un anno dopo. Si trattava di una struttura molto più piccola dell'attuale ed orientata verso il canale invece che verso il campo San Salvador, purtroppo oltre a questo mancano ulteriori informazioni.
Nonostante la solennità dell'inaugurazione, a cui parteciparono i rappresentanti delle consorelle Scuole Grandi, il risultato non accontentava i confratelli perché troppo piccolo per le loro necessità. Negli anni successivi continuarono a raccogliere il capitale necessario per la nuova impresa e nel 1608 acquistati tutti i fondi attigui affidarono a Tommaso Contin la nuova impresa. Questi modificò completamente l'orientamento dell'edificio creando una facciate verso il campo ed una struttura principale costituita da due saloni sovrapposti collegati da una scala monumentale. Per venire incontro alle necessarie rendite finanziarie della scuola inglobò i sette spazi commerciali affacciati alla calle del Lovo e ancora esistenti, mascherandoli sulla facciata principale e posteriore cosicché l'interno della sala al pian terreno risulta più stretto di circa un terzo rispetto alla superiore. I lavori costarono più del disponibile per cui si dovette ricorrere sl prestito di 4.000 ducati concesso dalla Scuola Grande di San Rocco, restituiti solo nel 1635. I lavori furono ripresi dopo il 1649 grazie al lascito del ricco confratello e commerciante Giacomo Galli che consentì la realizzazione ornamentale delle facciate e dello scalone interno. I lavori furono affidati a all'anziano architetto Antonio Sardi, cui succedette il figlio Giuseppe, per essere portati a conclusione con un minore intervento da Baldassare Longhena.
Gli impegni finanziari costrinsero la Scuola ad una riduzione delle spese per le sfarzose processioni e ridusse da due ad uno i medici addetti alla cura dei poveri. Nelle more i Canonici Regolari riproposero il conflitto sulla reliquia di san Teodoro riportandola in sagrestia, ma ancora il diritto di proprietà fu riconosciuto alla Scuola e fu riportato nella cappella nel 1626. La Scuola ricostruì l'altare in marmi policromi e l'adorno con la pala di San Teodoro opera di Pietro Mera (1663-64) che veniva ad accompagnarsi al più vecchio dipinto sul lato, il Martirio di San Teodoro attribuito a Bonifacio de' Pitati (1551). La questione della reliquia fu risolta solo nel 1768 con l'accurata ricerca documentale del confratello Mattia Moro.
Nel 1807 la Scuola fu soppressa dalle autorità napoleoniche con la conseguente confisca dei preziosi. Da allora l'edificio fu adibito a svariati usi, compreso il deposito di mobili, quando nel 1960 per volere del patriarca Urbani la Scuola di San Teodoro fu ricostituita e nel 1995 tornò ad essere proprietaria dell'edificio.

## Descrizione
L''edificio attuale si presenta con una pianta complessa dovuta alla ristrettezza e conformazione del sito, accanto alla struttura apparentemente rettangolare (in realtà più corta sul lato interno di quasi un quinto), compresa tre il campo la calle del Lovo ed il canale, che ospita la sala capitolare ed il pian terreno, si estende un'ala ancor più trapezoidale, racchiusa tra la breve salizada San Todaro ed il canale, che include oltre allo scalone, la sagrestia del pian terreno e la sala dell'archivio oltre ad altri piccoli ambienti residui di servizio.
Della prima edificazione della scuola rimane traccia soltanto nei bassorilievi con San Teodoro ed il drago, invero un po' primitivi per l'epoca, scolpiti da Battista Tagliapietra sullo spigolo tra la salizada San Todaro il canale e recanti la data 1580 ed il nome di Giuseppe Negroni allora Guardian Grando della scuola.
La facciata visibile, orientata a nord-est verso il campo San Salvador, costruita da Antonio Sardi si presenta con uno stile barocco ancora molto classicheggiante con un piacevole effetto chiaroscurale. Sviluppata su due ordini e tripartita da colonne binate impostate su alti piedistalli è conclusa da un timpano sopra la partizione centrale. Le statue a coronamento, al centro San Teodoro e ed ai lati gli angeli adoranti furono, eseguite da Bernardo Falconi. Inserito nel rosoncino sull'oculo del timpano è la sigla della Scuola. Movimentano la facciata le grandi aperture ad arco delle finestre e del portale. Le finestre al primo piano spingono i loro archi fino dentro al timpano, sostenuto da semicolonne ioniche, che le contiene spezzandone la trabeazione; quelle del secondo piano sono chiuse in chiave di volta da mascheroni angelici e contenute in una struttura di colonne corinzie chiusa da un timpano classico al centro e centinato per quelle laterali. Il portale è ornato sui pennacchi da figure allegoriche che portano corone e cartigli, e da un putto sulla chiave d'arco. Al centro tra due putti la lapide la donatore Giacomo Galli. L'aspetto simmetrico di unitarietà della facciata in realtà maschera lo spazio destinato alle botteghe affacciate su calle del Lovo che va dallo spigolo sinistro alle colonne prima del portale al primo piano.
Il lato verso la calle del Lovo, alla sinistra dell'edificio, è destinato alle botteghe in affitto inserite dentro sette grandi archi marcati da mascheroni barbuti sulla chiave, opera di Antonio Sardi, e corrispondenti al piano superiore da un paramento, chiuso dalla trabeazione, diviso in riquadri da paraste corinzie al centro delle quali si aprono altrettante finestre, opera finale del Longhena.
Il salone al primo piano ora presenta solo la monumentale entrata del doppio scalone per il piano superiore, divisa in tre arcate con mascheroni di cui quelle ai lati coperte da timpani. Scala e accesso sono ambedue opera di Antonio Sardi mentre il figlio gli succedette nella realizzazione della corrispondente monumentale serliana che fa da accesso alla sala capitolare con i raffinati rilievi a chiusura sopra le finestre trabeate, San Teodoro e San Marco, opera dello scalpellino Carlo Mazzocchi.
Della cospicua ornamentazione pittorica ricordata dallo Zanetti, parzialmente confermato da un inventario della Scuola del 1762, che comprendeva fra gli altri, oltre ad un gonfalone di Palma il Giovane, dipinti di Tiepolo, Brusaferro, Trevisani, Bambini, Lama, etc. rimane ben poco. Abbiamo in loco soltanto gli ovali sui soffitto della sala Capitolare con San Teodoro presenta Venezia alla Vergine e gli evangelisti San Marco, San Luca, San Matteo e San Giovanni, e sul soffitto dello scalone Il Padre Eterno con lo Spirito Santo ed angeli tutti opera di Tommaso Bugoni. Nel soffitto ligneo intarsiato della sala cosiddetta Sala dei Patroni rimangono un Angelo che regge la Croce di Filippo Parodi, San Teodoro in gloria e La Santa Trinità con la Vergine di Giovanni Segala. Infine è presente il dipinto L’entrata di Cristo in Gerusalemme di Gaspare Diziani. Concessa in deposito dalle Gallerie dell'Accademia è invece l'Annunciazione di Palma il Giovane (collocata in lontana origine nella chiesa di Santa Maria Maggiore) opera ora divisa in due parti frutto di una forte riduzione dell'originale.